# Латківці
Ла́тківці — село в Україні, у Мельнице-Подільській селищній громаді Чортківського району Тернопільської области. Розташоване на річці Дзвіна, на південному сході району.
Населення — 322 особи (2001).
У Латківцях здавна розвинені різьбярство та вишивання.

## Географія
Село розташоване на відстані 371 км від Києва, 121 км — від обласного центру міста Тернополя та 32 км від  міста Борщів.

## Історія
Поблизу Латківців виявлено археологічні пам'ятки дворової та міської дворової культури.
Перша писемна згадка — 1570.
2 жовтня 1656 р. король Ян ІІ Казимир надав вінницькому старості (майбутньому брацлавському воєводі) Анджею Потоцькому села Дзвиняч, Звенигород, Вовківці, Латківці, Бабинці, Трубчин на Поділлі, також належні батьку Гряду, Ситихів, Волю Брюховецьку в Львівській землі, які пізніше були «доживоттям» дружини.
1669 у Латківцях збудовано бульбан, який 1678 зруйнували турки.
На початку 19 століття селом володіла графиня Катажина Коссаковська.
Діяли товариства «Просвіта», «Сільський господар», «Союз українок», «Рідна школа», «Відродження», кооператива.
До 2015 входило до складу Урожайнівської сільради. Від вересня 2015 року ввійшло у склад Мельнице-Подільської селищної громади.
12 червня 2020 року, відповідно до розпорядження Кабінету Міністрів України № 724-р «Про визначення адміністративних центрів та затвердження територій територіальних громад Тернопільської області» увійшло до складу Мельнице-Подільської селищної громади.
19 липня 2020 року, в результаті адміністративно-територіальної реформи та ліквідації Борщівського району, село увійшло до складу Тернопільського району.

## Населення
У 1810 році в селі було 46 родин, 57 житлових будинків і 213 мешканців.
За даними перепису населення 2001 року мовний склад населення села був таким:

### Мова
Розподіл населення за рідною мовою за даними перепису 2001 року:
| Мова       | Кількість | Відсоток |
| ---------- | --------- | -------- |
| українська | 321       | 99.69%   |
| російська  | 1         | 0.31%    |
| Усього     | 322       | 100%     |

## Пам'ятки
Є церква Благовіщення Пресвятої Богородиці (1785, мурована, УГКЦ).
Споруджено пам'ятник воїнам-односельцям, полеглим у німецько-радянській війні (1968), встановлено пам'ятний хрест на честь скасування панщини.

## Соціальна сфера
Працюють загальноосвітня школа І-ІІ ступенів, Будинок культури, бібліотека, ФАП, відділення зв'язку, торговельний заклад.

## Відомі люди

### Народилися
- Антофійчук Володимир Іванович — український літературознавець, культуролог, педагог,
- А. Бурлака — громадський діяч,
- О. Гавриш-Сікорська, С. Наконечний, П. Сікорський — різьбярі,
- Т. Гошко — освітній діяч, меценат,
- І. Копран — автор спогадів із життя першопоселенців Канади,
- І. Сирота — військовик.

### Працювали, проживали
Пастирював поет, філолог, етнограф отець Іван Вагилевич, працювала Герой соціалістичної праці М. Стрільчук, археологічні дослідження проводив Олег Кандиба-Ольжич.

## Світлини

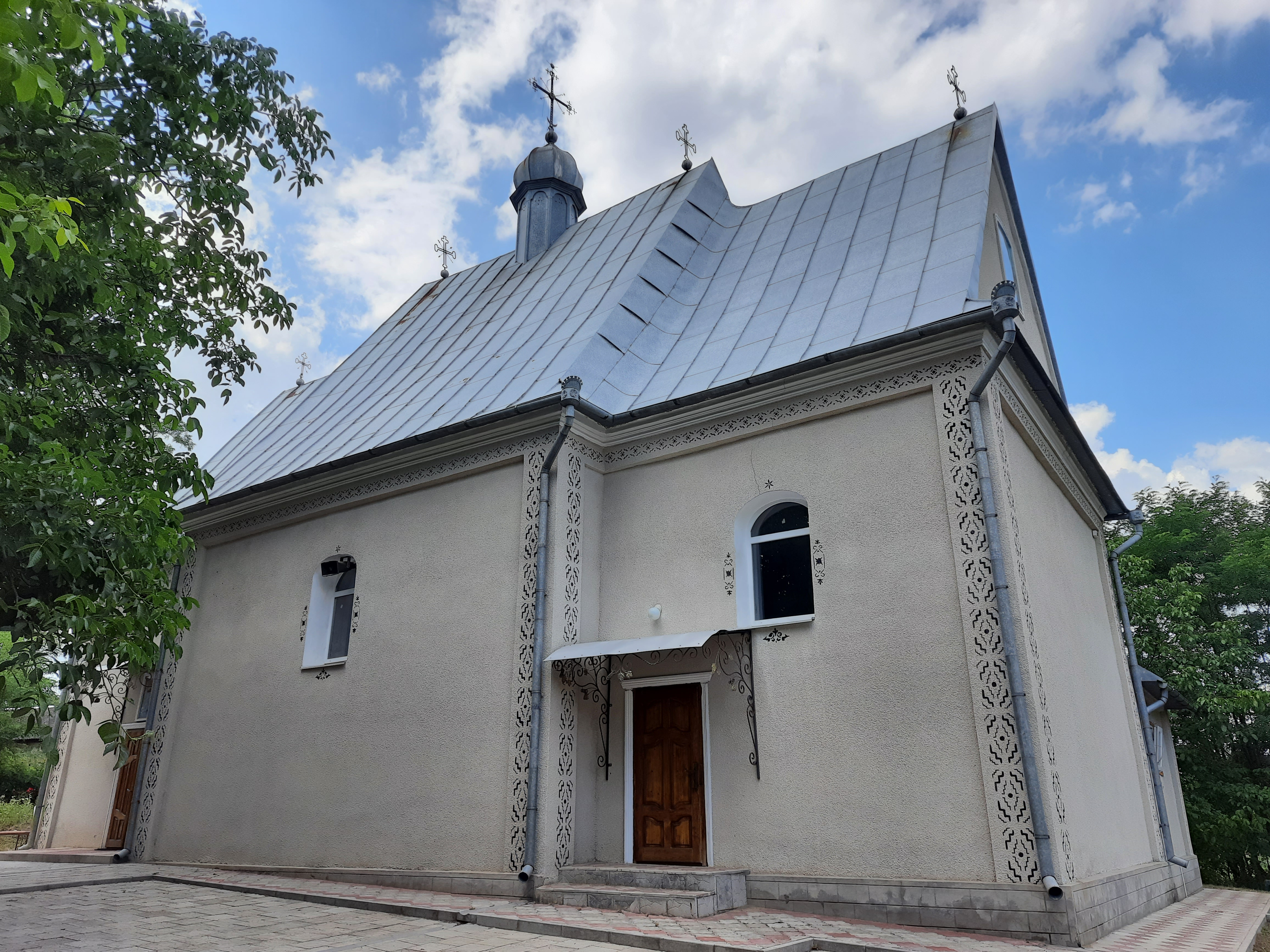
Церква Благовіщення Пресвятої Богородиці(1785р.)
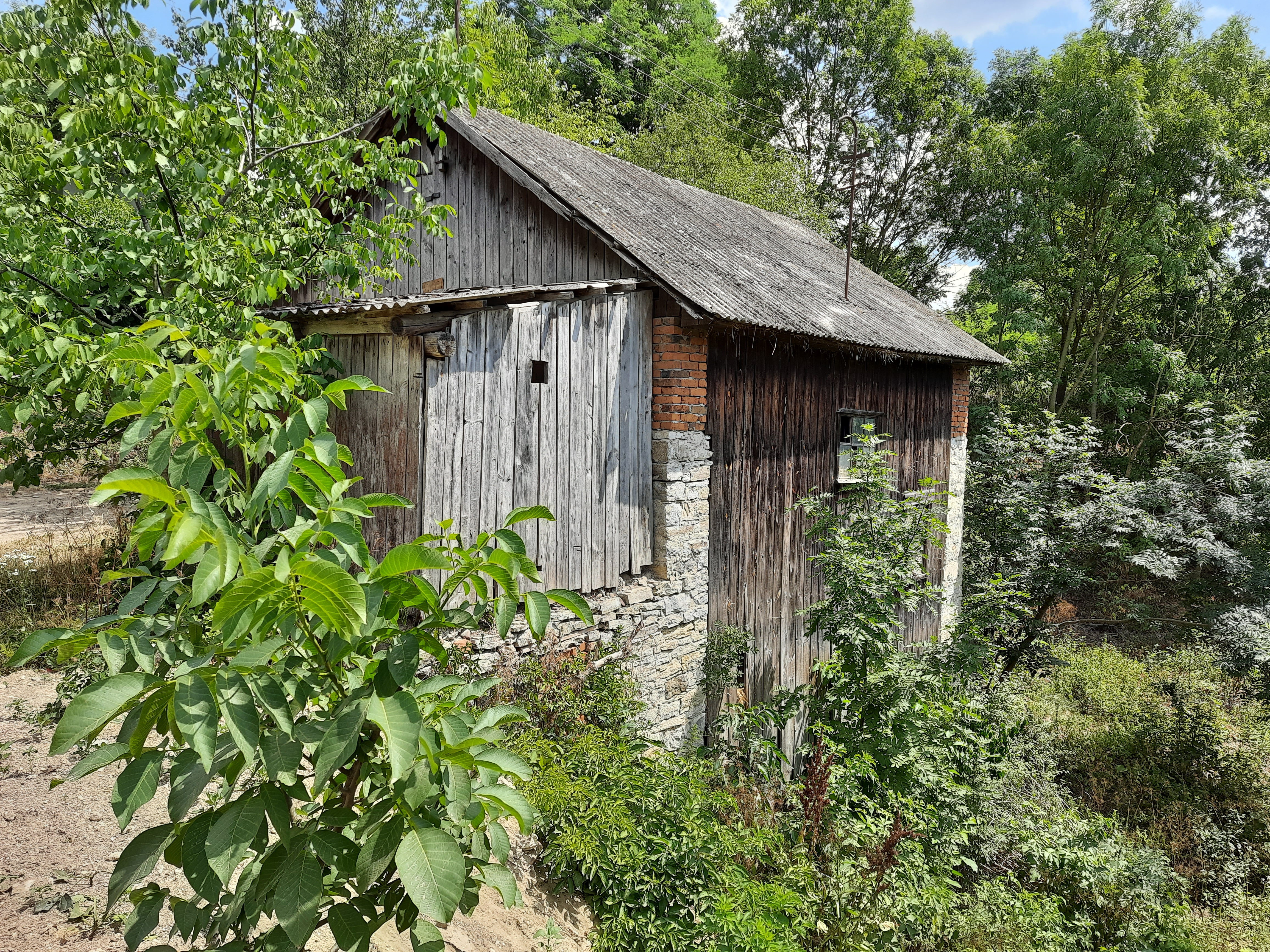
Старий напівдерев'яний млин
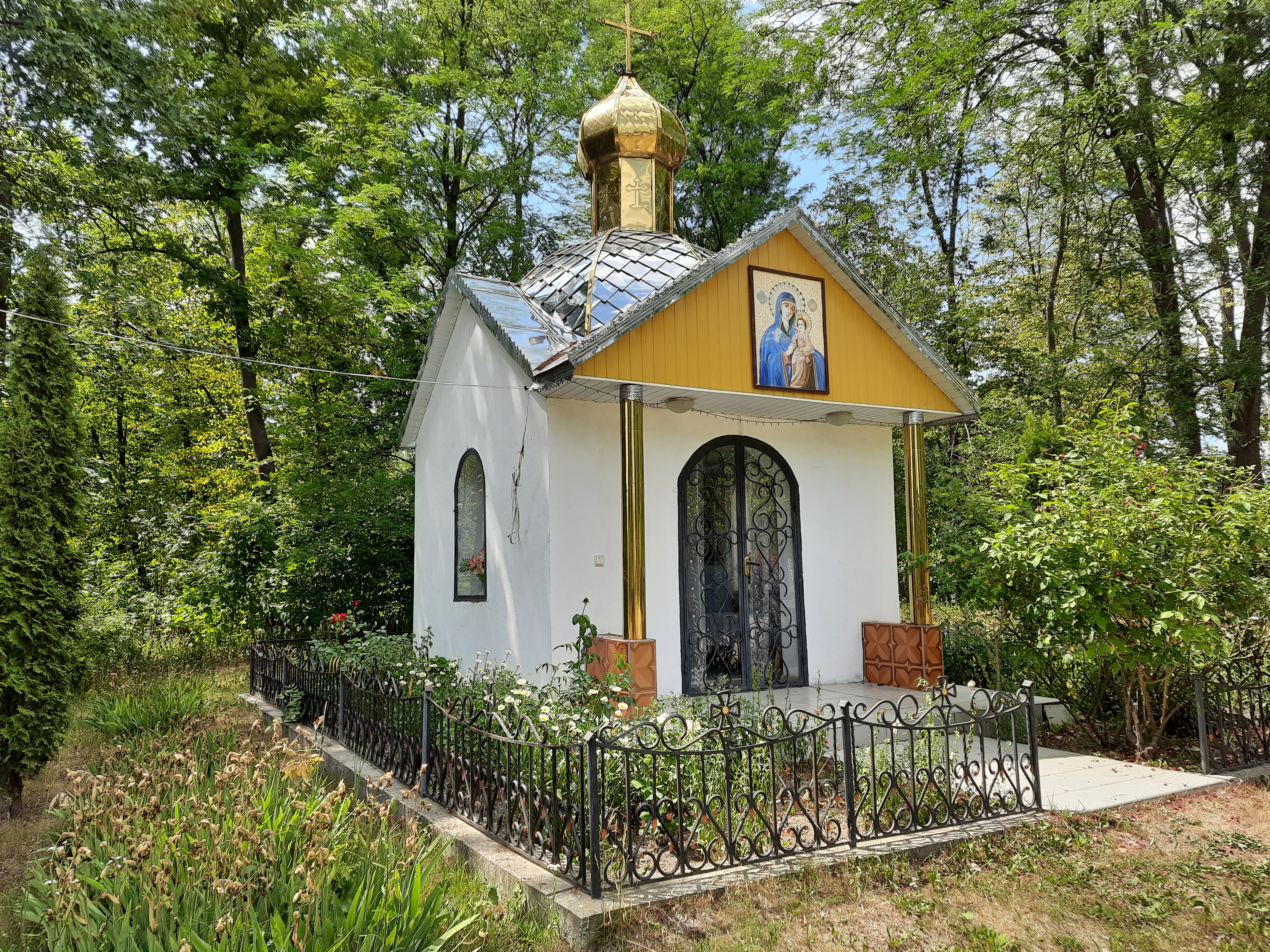
Капличка
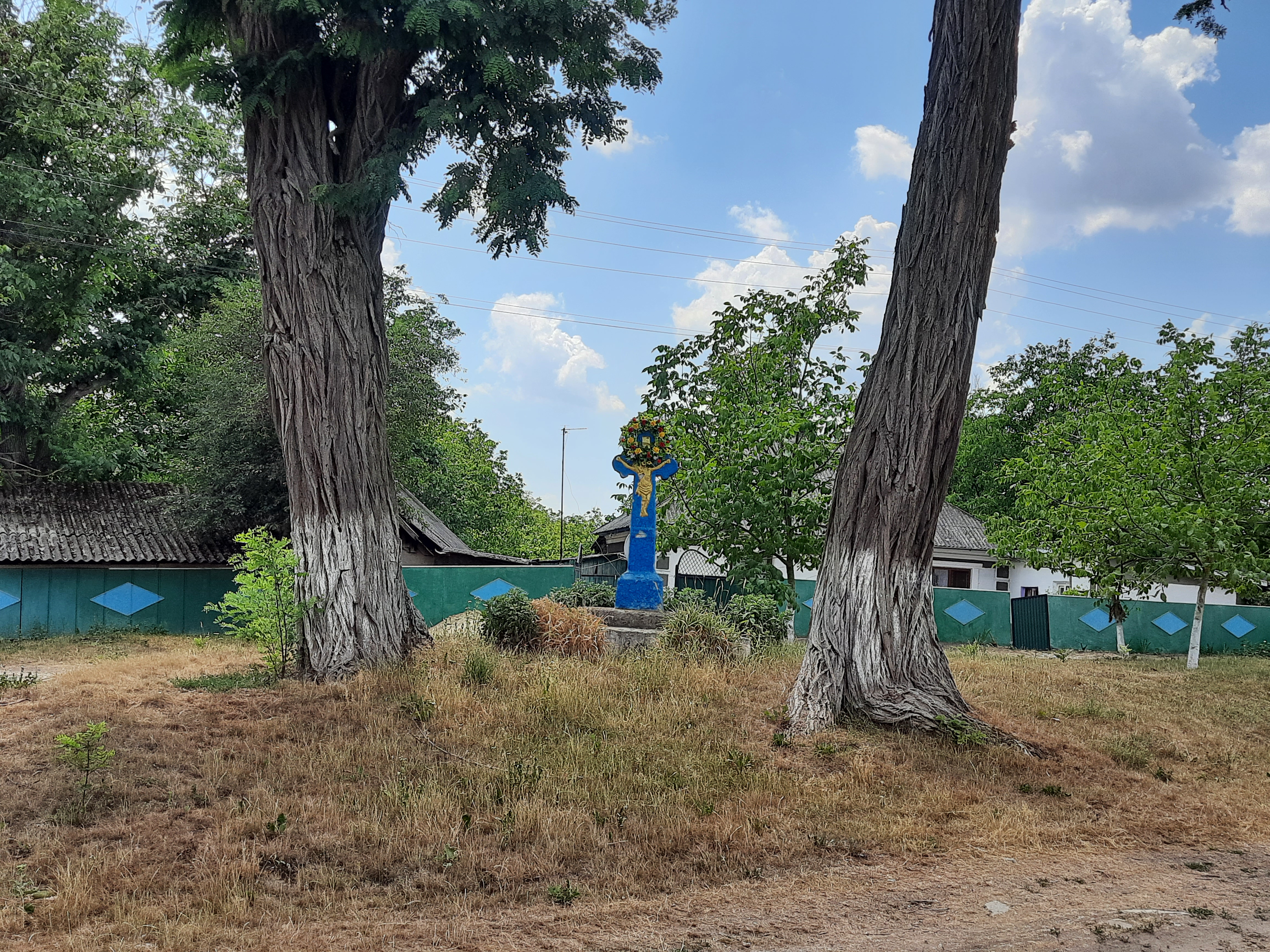
Пам'ятний хрест з нагоди скасування панщини.
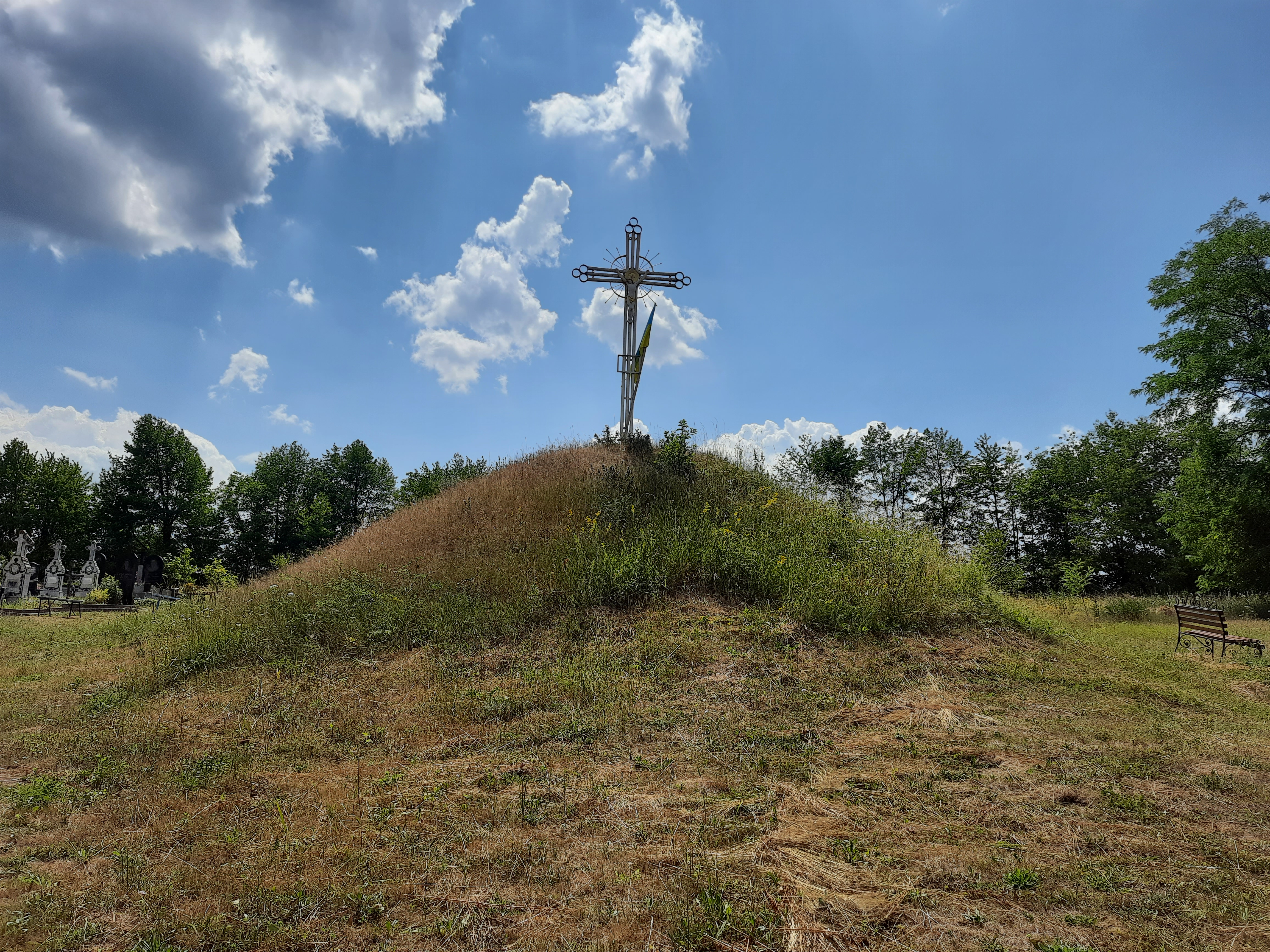
Символічна могила в честь вояків УПА